# Mare de Déu del Coll d'Osor
La Mare de Déu del Coll és una església de Susqueda (Selva) inclosa a l'Inventari del Patrimoni Arquitectònic de Catalunya.

## Descripció

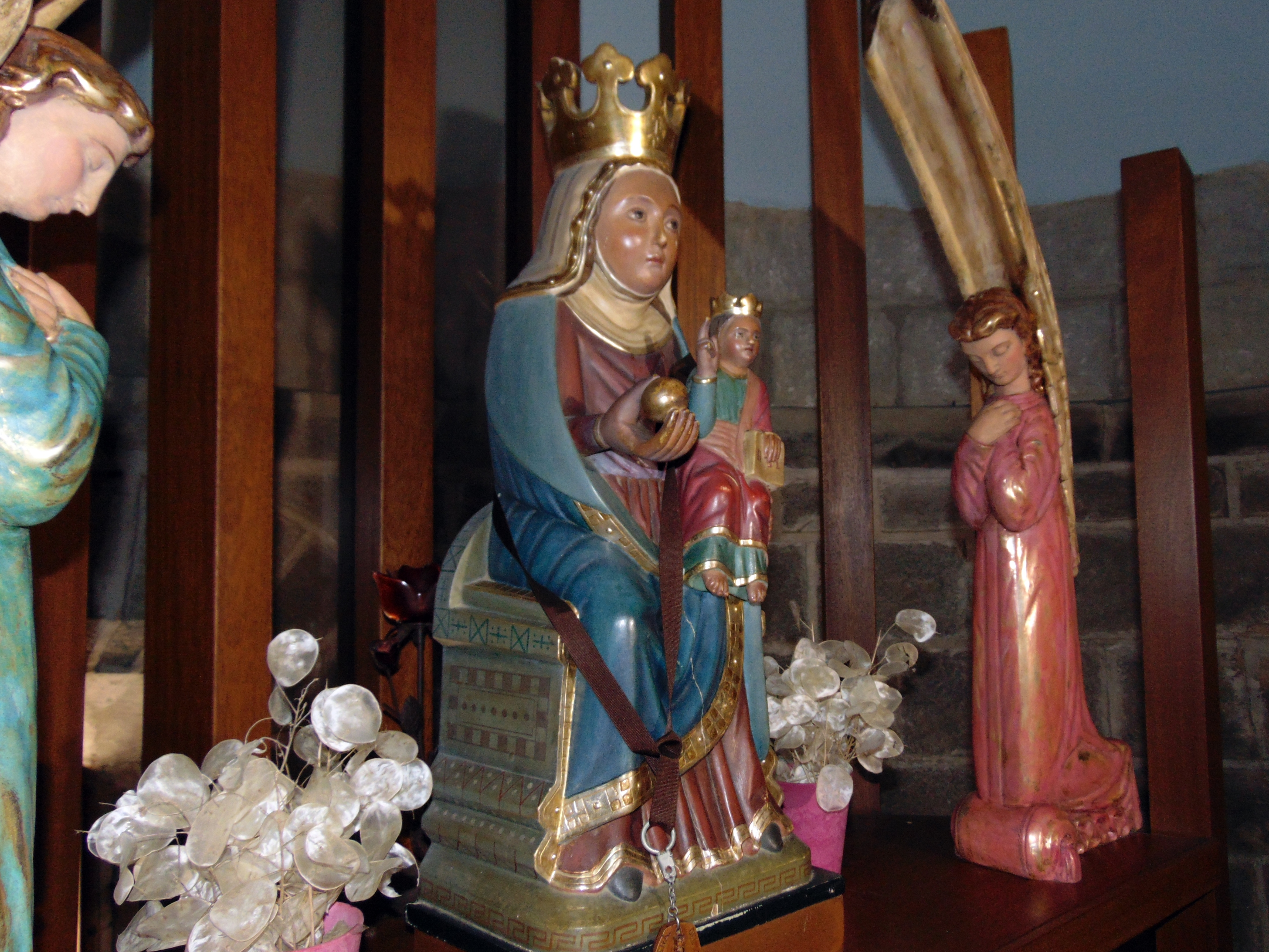
Imatge actual de la Mare de Déu

El santuari de la Mare de Déu del Coll està situat a la banda nord de les Guilleries, a 823 metres d'alçada, en el coll que uneix els massissos de Sant Benet i Sant Gregori, prop del Coll de Nafrè, pas tradicional entre les valls d'Osor i Susqueda. Se situa al límit dels termes de Susqueda i Osor de manera que l'església i l'antiga casa prioral, adossada a ponent, són al municipi d'Osor i l'hostaleria i la plaça al de Susqueda. Tanmateix, a partir de 2024, l'església va passar a ser del municipi de Susqueda.

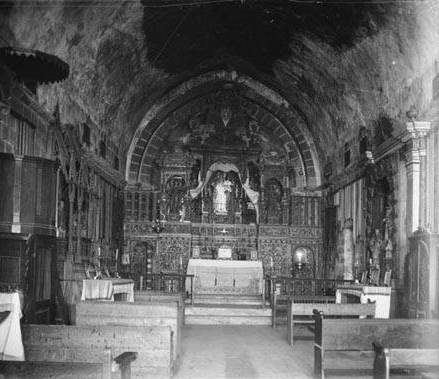
Altar Major de l'església de la Mare de Déu del Coll (Entre 1915 i 1930)

El conjunt està format per l'església, la casa prioral i l'hostatgeria. El temple es conserva gairebé intacte. És d'una sola nau lleugerament trapezoïdal d'uns 20 metres de llarg, capçada a llevant per un absis semicircular amb finestra de doble esqueixada al centre. La coberta de la nau és de volta de canó apuntada i la de l'absis de quart d'esfera ametllada. En el mur sud, prop de l'absis, s'obre una porta posterior a l'edifici, que dona a una sagristia, únic element afegit, l'any 1893, a l'edifici inicial de l'església. També hi ha la primitiva porta d'accés avui reconvertida en un finestral amb vitralls. La façana de ponent presenta un portal de tres arcs en gradació, al sobre una finestra de doble esqueixada i com a coronament un campanar d'espadanya, alt i pesant, amb dos nivells d'ulls: en el nivell inferior hi ha dos ulls i en el superior tan sols un.
L'aparell és format per uns carreus no gaire grossos, però molt ben tallats i escairats, amb unes juntes ben estretes. A continuació, tenim una gran construcció de planta rectangular unida amb l'església per la part frontal. Aquesta gran construcció, que es tractaria de l'antiga casa prioral, consta de tres plantes i està coberta amb una teulada a dues aigües de vessants a laterals.
L'hostal és una construcció de planta rectangular, que consta de planta baixa i dos pisos superiors i que està coberta amb una teulada a dues aigües de vessants a façana.
Al Museu Episcopal de Vic es conserva una talla romànica de la Verge i el frontal d'altar del segle xii, considerat una obra cabdal de la pintura d'aquesta època, i del qual es pot veure una rèplica al temple.

## Història

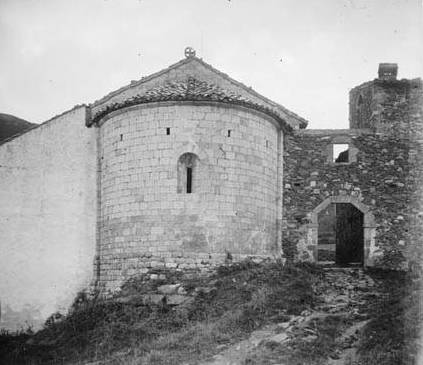
Absis del santuari en una imatge presa entre 1915 i 1930

El primer temple que hi podia haver hagut devia ser de final del segle ix, malgrat que el primer escrit que es refereix a l'església de Santa Maria la situa als anys 1184 i 1187, quan s'hi construí un priorat benedictí filial de l'abadia d'Amer, segons una butlla del papa Climent III. Al segle xv, el temple va decaure pels terratrèmols de 1427-1430, per la guerra contra Joan II i per les lluites remences. Cap al 1480 fou abandonat. Al segle xvi era regit per priors comendataris que no hi vivien i, el 1592, el càrrec prioral del Coll s'uní a la dignitat abacial d'Amer.
El 1835, a causa de l'exclaustració, va extingir-se el monestir d'Amer i el títol prioral de Coll. Ara bé, des del segle xvii no residia cap monjo al Coll, i l'edifici s'havia arrendat a preveres o s'havia confiat a monjos beneficiats especials. Un any després de l'exclaustració, el Santuari i el casal prioral del Coll, foren utilitzats per les tropes carlines com a hospital, fet que provocà que fos incendiat. El 1846, a causa de la desamortització, el patrimoni del Coll fou malvenut. En quedà només l'església, l'hostal, l'hort i les runes de l'antiga casa prioral. Entre el 1878 i el 1948 fou una parròquia rural. Des de llavors i fins al 1968, se n'encarreguen, els rectors de Susqueda.